# Pervomajskij (Pervomajskij rajon)
Pervomajskij è una cittadina della Russia europea centrale, situata nella oblast' di Tambov; appartiene amministrativamente al rajon Pervomajskij, del quale è il capoluogo.